# Unni

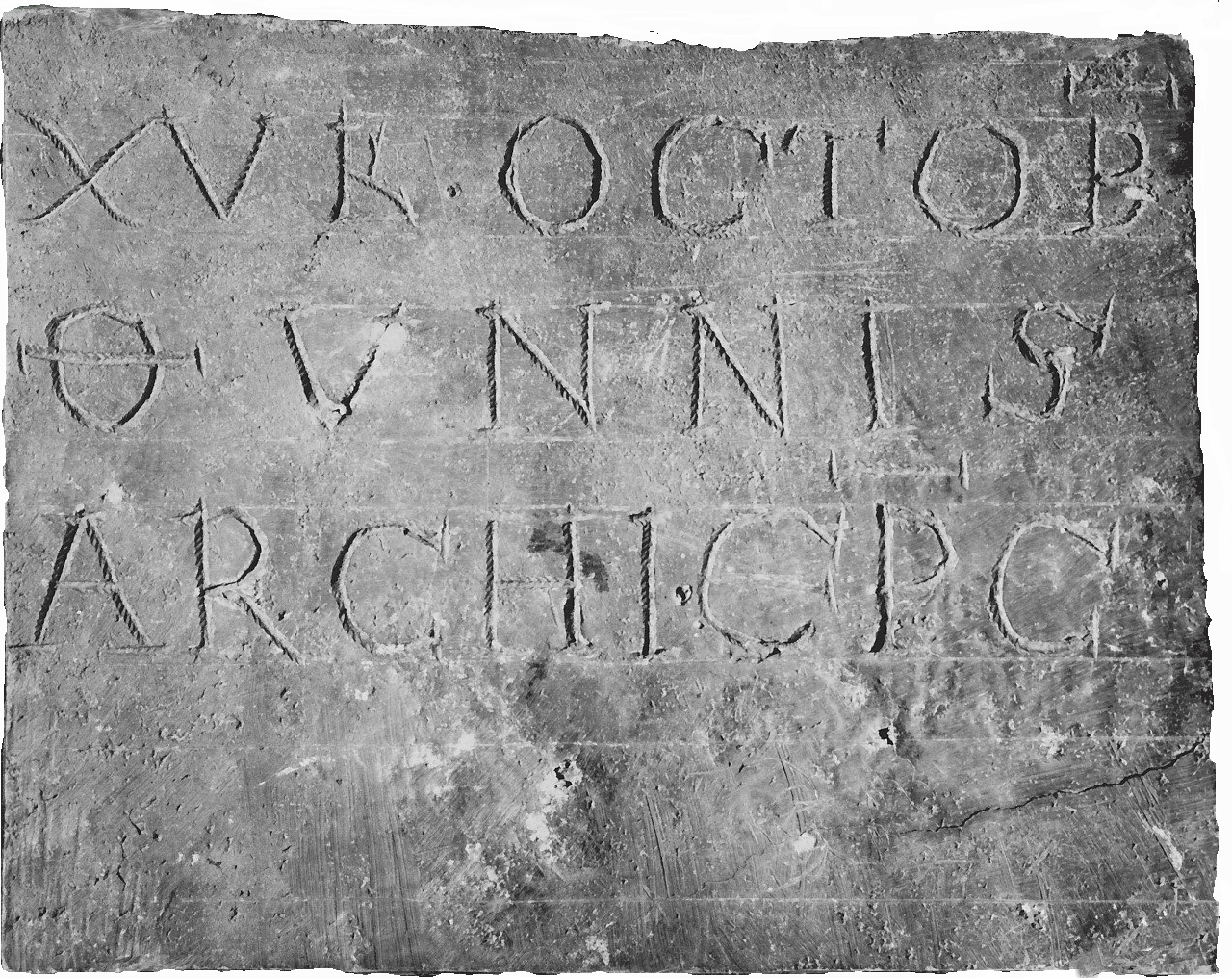
Bleitafel vom Grab des Erzbischofs Unni, Focke-Museum Bremen

Unni († 17. September 936 in Birka) war von 916 bis 936 Erzbischof von Bremen und Hamburg.
Über seine Herkunft ist nichts bekannt. Gerd Althoff zählt ihn zum Kreis der Billunger. Als Unni 916 den von Volk und Domkapitel gewählten Leidrad zu dessen Ernennung zum Erzbischof zu König Konrad I. begleitete, wurde statt Leidrich ihm selbst vom König der Hirtenstab überreicht.
Unni setzte die unter Hoger und Reginward vernachlässigte nordische Mission fort. Diese hatte inzwischen schwere Rückschläge erleiden müssen. In Dänemark verfolgte Gorm der Alte die von Ansgar und Rimbert missionierten Christen. Erst als Heinrich I. über die Schlei hinweg nach Dänemark vordringen konnte, musste Gorm den Priestern Zugang zu seinem Land gewähren und sie unter seinen Schutz stellen. In Gorms Sohn Harald Blaatand fand Unni einen willigen Unterstützer. Seinem ersten Vorgänger Ansgar folgend übernahm er persönlich die Mission auf den dänischen Inseln und reiste nach Schweden. Dort, in Birka, erkrankte er, kurz bevor er heimkehren wollte, und starb am 17. September 936. Sein Haupt wurde zurück nach Bremen gebracht und vor dem Hauptaltar des Bremer Domes beigesetzt. Der Grabhügel in Birka, unter dem sein Körper ruhte, galt lange als geweihte Stätte.
Unni vernachlässigte, allein die nordische Mission im Blick, die Wendenmission. Dies wurde ihm später zum Vorwurf gemacht, da, im Gegensatz zu den Dänen und Schweden, die Wenden zum Reich gehörten.